# Кандид Трапезундский
Кандид Трапезундский (ΙΙΙ в.) — святой мученик, пострадавший за веру во Христа при императоре Диоклетиане (284—305) в Трапезунде.
Кандид вместе с Валерианом и Акилой во время гонений на христиан скрылись в трапезундских горах (Малая Азия), пожелав жить лучше со зверями, нежели с язычниками. Но здесь они вскоре были найдены гонителями, приведены в Трапезунд и подверглись жесточайшим истязаниям: их били воловьими жилами, строгали железом, посыпали солью раны и жгли огнём. Через несколько дней был взят и св. мученик Евгений, которого подвергли таким же мучениям. После истязаний всех четверых мучеников бросили в раскалённую печь, когда же они вышли из неё невредимыми, им отсекли головы.
Память 21 января (3 февраля н. ст.)